# Juan Antonio Menéndez Fernández
Juan Antonio Menéndez Fernández (Villamarín de Salcedo, 6 de enero de 1957-Astorga, 15 de mayo de 2019) fue un obispo español que ejerció como obispo auxiliar de Oviedo entre 2013 y 2015 y como obispo de Astorga desde 2015 hasta su fallecimiento.

## Biografía
En 1968 ingresó en el seminario de Oviedo para cursar secundaria y posteriormente los estudios eclesiásticos, licenciándose en 1980. Fue ordenado sacerdote el 10 de mayo de 1981.
Licenciado en derecho canónico por la Universidad Pontificia de Salamanca (2005), hasta 2011 fue vicario general del arzobispado de Oviedo y hasta 2013 vicario episcopal de asuntos jurídicos.
El 26 de abril de 2013 fue nombrado obispo titular de Nasai y auxiliar de Oviedo por el papa Francisco. Recibió la ordenación episcopal el 8 de junio por Jesús Sanz Montes. El 18 de noviembre de 2015 fue nombrado obispo de la diócesis de Astorga para suceder a Camilo Lorenzo Iglesias, tomando posesión el 19 de diciembre.
Desde 2017 fue presidente de la Comisión episcopal de Migraciones de la CEE
Falleció repentinamente el 15 de mayo de 2019 en el Obispado de Astorga a causa de un infarto.